# Prodidomus tirumalai
Prodidomus tirumalai är en spindelart som beskrevs av Cooke 1972. Prodidomus tirumalai ingår i släktet Prodidomus och familjen Prodidomidae. Inga underarter finns listade i Catalogue of Life.